# Lord Ao

Ao the Overgod.

Ao (phát âm ay-oh), còn có những danh hiệu như Hidden One, Overgod Ao, đấng sáng tạo và quản lý đa vũ trụ Abeir-Toril, thường gọi là Forgotten Realms, cũng như tất cả mọi thế lực và tạo vật tồn tại trong đó. Ao là viết tắt của Alpha et Omega (“khởi đầu và kết thúc”), từ đó cho thấy quyền năng vĩ đại, làm chủ tạo hóa của ngài. Forgotten Realms chứa đựng vô số những vũ trụ và biết bao thế giới quan thần thoại với các đặc điểm, tính chất và quy luật khác nhau, rất mực đa dạng, phong phú, thế nhưng nó chỉ được xem là khu vườn nhỏ của Ao. Ngài chỉ hiện ra trước mặt phàm nhân đúng một lần vào Time of Troubles. Nếu không có sự kiện này thì chẳng một ai trên lục địa Faerûn biết về “thần của các thần”. Hóa thân của ngài cao khoảng 3,6 mét, râu tóc bạch trắng, gương mặt không chút biểu cảm, và khoác lên mình cả bầu trời đêm tuyệt mĩ vô song.

## Thần thoại hư cấu

### Kỷ nguyên xanh và Thời kỳ ám ảnh
Trong thế giới Forgotten Realms, Ao là thủy tổ của thần tộc Faerûnian và từng sáng tạo nên các vị thần và thế giới từ hư vô. Lady of Pain là một thực thể nhiều khi được xem là cùng đẳng cấp với Lord Ao và chưa biết mối quan hệ giữa hai vị này là gì, có thể như không gian và thời gian. Người phụ nữ này ngự tại Sigil, Thành phố vô hạn cửa, một nơi vừa nằm ngoài, lại vừa được xem là trung tâm của đa vũ trụ. Xét trên một khía cạnh nào đó thì Lord Ao và Lady of Pain khá tương tự với Eternity-Infinity của Marvel vậy.
Không thích được loài người biết tới, Ao đã xóa bỏ mọi ghi chép về bản thân, khiến cho nguồn gốc vũ trụ vẫn còn đầy bí ẩn. Ngài được xem là tạo thành đa vũ trụ và các vị thần chỉ bằng việc suy nghĩ và tưởng tượng. Từ những suy nghĩ tốt đẹp và tích cực của mình, Ao sáng tạo nên Ouroboros, tức Jazirian, hiện thân của trật tự, cái thiện, tri thức, ánh sáng và ấm áp. Nhưng cơn ác mộng của ngài hóa thành Dendar, còn được biết đến bằng cái tên Nidhogg, hiện thân của sự hỗn loạn, tăm tối, xấu xa và những cơn ác mộng. Họ tranh đấu với nhau từ ngàn xưa nhưng đồng thời giúp đỡ Ao hình thành cơ sở cho vũ trụ quan Great Wheel. Không lâu sau, các vị thánh thần thuộc thần tộc Faerun, Oerth, Nerath,... xuất hiện và bắt đầu tạo lập, mở rộng vũ trụ quan thần thoại của mình. Bên cạnh đó, những vị thần từ vũ trụ quan khác như Aesir, Olympian, Ennead, Tuátha De Danann,... dưới sự cho phép của Lord Ao, đã sáp nhập thế giới của họ vào Forgotten Realms và được quyền thu thập tín đồ.
Trong vũ trụ vật chất, Lord Ao làm nên hằng hà sa số những thái dương hệ, trong đó Realmspace là một trong số những tinh hệ lâu đời nhất. Kỷ nguyên xanh (Blue Age) là đại kỷ nguyên kéo dài từ mấy tỉ năm trước cho đến cách đây khoảng 500 triệu năm. Những dạng sống sơ khai nảy nở dưới lòng biển cả, rồi tiến hóa để đặt chân lên đất liền. Vào cuối thời kỳ này, thế lực thánh thần đứng lên chống lại ma thần thượng cổ Obyriths và tinh linh khởi nguyên (Primordials), trở thành Cuộc Chiến Ban Sơ (Dawn War) vô cùng thảm khốc. Ao nổi giận vì những hành động phá hoại nên đã giải phóng Dendar nhằm trừng phạt tất cả, dẫn đến thời kỳ ám ảnh (Shadow Epoch). Nhưng cuối cùng thì chư thần giành thắng lợi và thế lực tinh linh khởi nguyên bị phong ấn.

### Kỷ nguyên nộ lôi
Siêu lục địa Mer-ouroboros xuất hiện nhiều đế chế cổ đại do những Creator races thành lập, giống loài thủy tổ của những sinh vật bản địa có trí tuệ. Vào những năm tháng cuối cùng trong thời đại này, đế chế Batrachi xung đột đẫm máu với tộc người khổng lồ. Lực lượng pháp sư của đế chế phá bỏ phong ấn giam cầm tinh linh khởi nguyên sau hàng trăm triệu năm. Đại Long Vương Asgorath (Io) phẫn nộ do bị phản bội, lao đến tấn công các vị thần. Trong trận đấu với Thần Vương Annam của tộc người khổng lồ, Asgorath ném mặt trăng Zotha xuống hạ giới, gây ra biết bao thiên tai, thảm họa, hủy diệt phần lớn sự sống trên lục địa Merouroboros và hình thành Vùng Biển Sao Rơi. Lord Ao một lần nữa phải can thiệp. Ngài chia cắt Abeir-Toril thành hai nửa, cùng với cả đa vũ trụ. Các Tinh linh khởi nguyên sẽ làm chủ Abeir còn phía thần thánh cai quản Toril.

### Thời khắc gian truân
Thời khắc gian truân (Time of Troubles), hay còn gọi Thế Thần Tranh Đấu (Avatar Crisis) và Phong Thần Chiến (Godswar) là một giai đoạn đặc biệt quan trọng đối với Forgotten Realms. Thần bạo quyền Bane và tử thần Myrrkul trộm lấy hai Bia đá thiên mệnh, công cụ giữ gìn sự cân bằng đa vũ trụ. Lord Ao trục xuất hầu hết các thần, tước đi quyền năng và sự bất tử của họ. Chỉ có thần bảo vệ Helm được khoan hồng ở lại và canh gác Bậc thang Thiên đường (Celestial Stairway).

### Spellplague
Nữ thần bóng tối Shar thông đồng với thần dối trá Cyric để sát hại chính đứa con gái của bà, nữ thần ma thuật Mystra. Trước khi chết, Mystra giải phóng tất cả sức mạnh, gây nên thảm họa Spellplague hủy diệt và tái lập cấu trúc của toàn bộ đa vũ trụ. Các vị thần sợ hãi sự trừng phạt của Ao nên ngay lập tức bắt giam Cyric và bỏ tù hắn trong 1000 năm. Tuy nhiên, Ao vẫn bình thản vì mọi thứ đều đi theo kế hoạch của ông.

### Second Sundering
Do thảm họa Spellplague mà rất nhiều vị diện bị rơi vào Elemental Chaos, đại lãnh địa của tinh linh khởi nguyên, trong khi bao nhiêu thần vực trôi dạt trong Astral plane. Không muốn Dawn War tái diễn, Ao tạo ra hai Bia đá thiên mệnh mới, luật lệ mới, hồi sinh những vị thần đã chết trong Thời khắc gian truân và khoảng thời gian sau đó. Forgotten Realms hoàn nguyên về cấu trúc ban đầu Great Wheel.

## Sức mạnh
Về mặt lý thuyết, Ao có thể làm bất cứ điều gì ngài muốn. Cho dù toàn bộ thần thánh chung sức lại cũng hoàn toàn chẳng thể gây hại cho ông. Overgod chỉ thực hiện công việc của mình là vĩnh viễn mở rộng đa vũ trụ, duy trì sự cân bằng của vạn vật, kiến tạo thêm nhiều thần thánh và chủng loài mới. Một khi Ao đã quyết định trừng phạt, thì sự trừng phạt đó chắc chắn cực kì khủng khiếp, ví dụ điển hình là Dendar và sự kiện Thời khắc gian truân. Ngài không quan tâm việc các vị thần và tinh linh khởi nguyên hành động như thế nào, miễn là họ phải thực hiện đúng thiên chức của mình, không được bỏ rơi tín đồ và không được gây thảm họa nghiêm trọng trừ phi sở hữu thiên chức liên quan tới sự hủy diệt và tai ương. Lord Ao cũng chẳng thích những tạo vật phàm trần khác biết tới mình. Nhưng nếu ngài đã công nhận một người nào xứng đáng để gánh vác trách nhiệm của thần thánh, thì người đó lập tức được phong thần. Nhưng dù thế, Ao vẫn không phải toàn năng và hoàn hảo. Ma thần thượng cổ Obyriths và Tinh cầu hủy diệt Atropus là những sơ suất ngoài ý muốn, để rồi chúng gây nhiều phiền toái về sau.
Tình tiết ở cuối Lords of the Waterdeep hé lộ rằng Ao chỉ là một trong số hàng triệu những “giám sát viên”, phục vụ cho một đấng tối cao, toàn năng, vô biên, vô danh, đành tạm gọi là “Ánh sáng.” Nằm bên ngoài Forgotten Realms còn tồn tại vô vàn những đa vũ trụ khác, những vị Overgod khác, và tất cả đều nằm trong trò chơi Rồng và Ngục tối (Dungeons & Dragons). Đa vũ trụ Mystara (không nên nhầm lẫn với Mystra) có nhắc đến một thế lực quyền năng vô cùng, “Old Ones”, được đồng nhất với các Overgods.

## Vũ khí
Lord Ao đã từng sử dụng một siêu vũ khí tên là “Shadow of Ao” để xẻ đôi Abeir-Toril. Hành động này là “chia cắt và tái tạo đa vũ trụ” nhằm xóa bỏ thiệt hại gây ra bởi Cuộc Chiến Ban Sơ còn lưu lại. Một vài cư dân tại Abeir tin rằng vũ khí này được chôn sâu bên dưới lòng đất xứ Laerakond. Nhiều nỗ lực tìm kiếm nó đều thất bại.
Ngài còn sở hữu hai Bia đá thiên mệnh (Tablets of Fate), còn gọi là Phong Thần Bảng, có tác dụng duy trì sự cân bằng của đa vũ trụ. Chúng ghi lại luật lệ tối cao, cùng với danh tính và thiên chức của tất cả thần thánh cũng như tinh linh khởi nguyên. Bane và Myrrkul đã từng đánh cắp Bia đá thiên mệnh, dẫn đến sự kiện Time of Troubles. Về sau, Lord Ao phá hủy các tấm bia cũ rồi tạo nên hai cái mới.